# Diecezja Mongu
Diecezja  Mongu – diecezja rzymskokatolicka w Zambii. Powstała w 1997.

## Biskupi ordynariusze
- Bp Evans Chinyemba, O.M.I. (od 2011)
- Bp Paul Francis Duffy, O.M.I. (1997–2011)